# Motugie
Motugie ist eine winzige Riffinsel im südlichsten Riffsaum des Atolls Funafuti, Tuvalu.

## Geographie
Die Insel bildet die Südwestspitze des Riffsaums. Die nächstgelegenen Motu sind Avalau an der Südwestspitze des Atolls und Motuloa im Osten.
Sie liegt im Bereich des Schutzgebiets Funafuti Conservation Area.